# The Gentlemen (film)
The Gentlemen is een Brits-Amerikaanse komische misdaadfilm uit 2019 onder regie van Guy Ritchie. De hoofdrollen worden vertolkt door Matthew McConaughey, Charlie Hunnam, Hugh Grant, Michelle Dockery, Colin Farrell en Henry Golding.

## Verhaal
De Amerikaanse drugbaron Mickey Pearson bezit in Londen een zeer winstgevende marihuanahandel. Wanneer men in de onderwereld lucht krijgt van zijn intentie om de handel te verkopen, worden er allerlei plannetjes gesmeed om zijn drugsrijk hardhandig over te nemen.

## Rolverdeling
| Acteur              | Personage        |
| ------------------- | ---------------- |
| Matthew McConaughey | Mickey Pearson   |
| Charlie Hunnam      | Raymond          |
| Henry Golding       | Dry Eye          |
| Michelle Dockery    | Rosalind Pearson |
| Jeremy Strong       | Matthew Berger   |
| Eddie Marsan        | Mike             |
| Colin Farrell       | Coach            |
| Hugh Grant          | Fletcher         |
| Jason Wong          | Phuc             |
| Brittany Ashworth   | Ruby             |
| Eliot Sumner        | Laura Pressfield |
| Lyne Renée          | Jackie           |
| Chris Evangelou     | Primetime        |
| Eugenia Kuzmina     | Misha            |

## Productie
In mei 2018, tijdens het filmfestival van Cannes, raakte bekend dat de Britse regisseur Guy Ritchie van plan was om een nieuwe misdaadkomedie te maken in de stijl van zijn debuutfilms Lock, Stock and Two Smoking Barrels (1998) en Snatch (2000). Het project, dat aanvankelijk bekend was onder de titels Toff Guys en Bush, werd opgepikt door het productiebedrijf Miramax.
In oktober 2018 raakte de casting van Matthew McConaughey, Henry Golding en Hugh Grant bekend. In november 2018 werden ook Jeremy Strong, Jason Wong en Colin Farrell aan het project toegevoegd. Aanvankelijk werd ook Kate Beckinsale gecast, maar de actrice haakte na enkele opnamedagen af en werd uiteindelijk vervangen door Michelle Dockery. De opnames van The Gentlemen gingen in november 2018 van start in Londen.

## Release
De film ging op 3 december 2019 in première in Londen. Op 1 januari 2020 werd de film in de Britse bioscoop uitgebracht. In Nederland en België werd de film uitgebracht op 20 en 26 februari 2020.
The Gentlemen ontvangt overwegend positieve recensies. Op Rotten Tomatoes heeft de film een waarde van 74%, gebaseerd op 231 recensies. Op Metacritic heeft de film een gemiddelde score van 51/100, gebaseerd op 44 recensies.

## Trivia
- In 2024 werd een gelijknamige serie gereleased op Netflix, evenwel met andere personages, maar ook bedacht door Guy Ritchie.